# クリケット選手一覧
クリケット選手一覧(くりけっとせんしゅいちらん)は、はクリケット選手を姓の五十音順に並べた一覧。ワンデイ・インターナショナルとテストマッチのクリケット選手両方を含む。
| 目次 | 目次 | 目次 | 目次 | 目次 | 目次 | 目次 | 目次 | 目次 | 目次 | 目次 |
| ---- | ---- | ---- | ---- | ---- | ---- | ---- | ---- | ---- | ---- | ---- |
| あ   | か   | さ   | た   | な   |      | は   | ま   | や   | ら   | わ   |

## あ行
- ベティ・アーチデール（Betty Archdale、イングランド）
- トム・アーミテージ（Tom Armitage、イングランド）
- ウォリック・アームストロング（Warwick Armstrong、オーストラリア）
- アジト・アガルカール（Ajit Agarkar、インド）
- ショアイブ・アクタール（Shoaib Akhtar、パキスタン）
- ジョナサン・アグニュー（Jonathan Agnew、イングランド）
- カムラン・アクラム（Kamran Akmal、パキスタン）
- ワシム・アクラム（Wasim Akram、パキスタン）
- マイク・アサートン（Mike Atherton、イングランド）
- ラヴィチャンドラン・アシュウィン（Ravichandran Ashwin、インド）
- モハメッド・アシュラフル（Mohammad Ashraful、バングラデシュ）
- エワート・アスティル（Ewart Astill、イングランド）
- モハメッド・アズハルディン（Mohammad Azharuddin、インド）
- マルヴァン・アタパッツ（Marvan Atapattu、スリランカ）
- ウィリアム・アトウェル（William Attewell、イングランド）
- ランジット・アムヌガマ（Ranjith Amunugama、スリランカ）
- シャヒド・アフリディ（Shahid Afridi、パキスタン）
- C・W・アルコック（C. W. Alcock、イングランド）
- シャキブ・アル・ハサン（Shakib Al Hasan、バングラデシュ）
- デレク・アンダーウッド（Derek Underwood、イングランド）
- ジェームズ・アンダーソン（James Anderson、イングランド）
- カートリー・アンブローズ（Curtly Ambrose、西インド諸島）
- ティム・アンブローズ（Tim Ambrose、イングランド）
- ロニー・イラーニ（Ronnie Irani、イングランド）
- レイ・イリングワース（Ray Illingworth、イングランド）
- フランク・ウーリー（Frank Woolley、イングランド）
- チャミンダ・ヴァース（Chaminda Vaas、スリランカ）
- マーク・ヴァーミューレン（Mark Vermeulen、ジンバブエ）
- ジャスパー・ヴァイナル（Jasper Vinall、イングランド）
- キャロル・ヴァレンタイン（Carol Valentine、イングランド）
- エヴァートン・ウィーカーズ（Everton Weekes、西インド諸島）
- AB・デ・ヴィリアーズ（AB de Villiers、南アフリカ）
- ケイン・ウィリアムソン（Kane Williamson、ニュージーランド）
- ジェフ・ウイルソン（Jeff Wilson、ニュージーランド）
- スティーブ・ウォー（Steve Waugh、オーストラリア）
- アダム・ヴォージュ（Adam Voges、オーストラリア）
- フランク・ウォーレル（Frank Worrell、西インド諸島）
- シェーン・ウォーン（Shane Warne、オーストラリア）
- マイケル・ヴォーン（Michael Vaughan、イングランド）
- クライド・ウォルコット（Clyde Walcott、西インド諸島）
- コートニー・ウォルシュ（Courtney Walsh、西インド諸島）
- ロビン・ウチャッパ（Robin Uthappa、インド）
- ボブ・ウールマー（Bob Woolmer、パキスタン）
- ジョージ・ウリエット（George Ulyett、イングランド）
- ハリー・エリオット（Harry Elliott、イングランド）
- カスバード・オッタウェイ（Cuthbert Ottaway、イングランド）
- ノーム・オニール（Norm O'Neill、オーストラリア）
- ビル・オライリー（Bill O'Reilly、オーストラリア）
- ヘンリー・オロンガ（Henry Olonga、ジンバブエ）
- ジョエル・オルウェンイ（Joel Olwenyi、ウガンダ）

## か行
- イムラン・カーン（Imran Khan、パキスタン）
- スニール・ガヴァスカール（Sunil Gavaskar、インド）
- ウィリアム・カフィン（William Caffyn、イングランド）
- ジャック・カリス（Jacques Kallis、南アフリカ）
- アーシフ・カリム（Aasif Karim、ケニア）
- ムラリ・カルティク（Murali Kartik、インド）
- ジェイソン・ガレスピー（Jason Gillespie、オーストラリア）
- ソーラヴ・ガングリー（Sourav Ganguly、インド）
- ローハン・カンハイ（Rohan Kanhai、西インド諸島）
- アニール・カンブル（Anil Kumble、インド）
- アナル・キッチン（Anaru Kitchen、ニュージーランド）
- ジョージ・ギッフェン（George Giffen、オーストラリア）
- アラン・キパックス（Alan Kippax、オーストラリア）
- ハーシェル・ギブズ（Herschelle Gibbs、南アフリカ）
- 木村昇吾（w:Shogo Kimura、日本）
- アーサー・ギリガン（Arthur Gilligan、イングランド）
- アダム・ギルクリスト（Adam Gilchrist、オーストラリア）
- ゲーリー・キルステン（Gary Kirsten、南アフリカ）
- バート・キング（Bart King、アメリカ合衆国）
- アラステア・クック（Alastair Cook、イングランド）
- グラハム・グーチ（Graham Gooch、イングランド）
- ゴードン・グリーニッジ（Gordon Greenidge、西インド諸島）
- スチュアート・クラーク（Stuart Clark、オーストラリア）
- マイケル・クラーク（Michael Clarke、オーストラリア）
- ウィリアム・クラーク（William Clarke、イングランド）
- 栗林江麻(Ema Kuribayashi、日本)
- 小林正臣(Masaomi Kobayashi、日本)
- トニー・グリーグ（Tony Greig、イングランド）
- W・G・グレース（W. G. Grace、イングランド）
- ジャック・グレゴリー（Jack Gregory、オーストラリア）
- フレデリック・クロッカー（Frederik Klokker、デンマーク）
- ジェイソン・クレジャ（Jason Krejza、オーストラリア）
- ハンジー・クロンジェ（Hansie Cronje、南アフリカ）
- クリス・ゲイル（Chris Gayle、西インド諸島）
- アレック・ケネディ（Alec Kennedy、イングランド）
- アレクセイ・ケルフェゼー（Alexei Kervezee、オランダ）
- ドミニク・コーク（Dominic Cork、イングランド）
- ヴィラット・コーリ（Virat Kohli、インド）
- ポール・コリングウッド（Paul Collingwood、イングランド）
- A・E・J・コリンズ（A. E. J. Collins、イングランド）
- ハービー・コリンズ（Herbie Collins、オーストラリア）
- レアリー・コンスタンティン（Learie Constantine、西インド諸島）
- デニス・コンプトン（Denis Compton、イングランド）
- レスリー・コンプトン（Leslie Compton、イングランド）

## さ行
- 佐々木優子(Yuko Sasaki、日本)
- ハーバート・サトクリフ（Herbert Sutcliffe、イングランド）
- クマール・サンガッカラ（Kumar Sangakkara、スリランカ）
- アンドリュー・シモンズ（Andrew Symonds、オーストラリア）
- ヴァランス・ジャップ（Vallance Jupp、イングランド）
- ジュリアス・シーザー（Julius Caesar、イングランド）
- アシュレイ・ジャイルズ（Ashley Giles、イングランド）
- ヴァランス・ジャップ（Vallance Jupp、イングランド）
- サナス・ジャヤスリヤ（Sanath Jayasuriya、スリランカ）
- アジャイ・ジャデジャ（Ajay Jadeja、インド）
- マヘラ・ジャヤワルダネ（Mahela Jayawardene、スリランカ）
- ロヒット・シャルマ（Rohit Sharma、インド）
- イアン・ジョンソン（Ian Johnson、オーストラリア）
- ミッチェル・ジョンソン（Mitchell Johnson、オーストラリア）
- アラヴィンダ・デ・シルヴァ（Aravinda de Silva、スリランカ）
- ハヌマント・シン（Hanumant Singh、インド）
- ハルバジャン・シン（Harbhajan Singh、インド）
- ユブラジ・シン（Yuvraj Singh、インド）
- ミッチェル・スターク（Mitchell Starc、オーストラリア）
- デール・ステイン（Dale Steyn、南アフリカ）
- ベン・ストークス（Ben Stokes、イングランド）
- アンドリュー・ストラウス（Andrew Strauss、イングランド）
- ベティ・スノーボール（Betty Snowball、イングランド）
- メアリー・スピア（Mary Spear、イングランド）
- フレッド・スポッフォース（Fred Spofforth、オーストラリア）
- グレアム・スミス（Graeme Smith、南アフリカ）
- G・O・スミス（G. O. Smith、イングランド）
- スティーブ・スミス（Steve Smith、オーストラリア）
- ジャヴァガル・スリナス（Javagal Srinath、インド）
- ヴィレンダー・セーワグ（Virender Sehwag、インド）
- グレアム・スワン（Graeme Swann、オーストラリア）
- ガーフィールド・ソバーズ（Garfield Sobers、西インド諸島）

## た行
- ジョー・ダーリング（Joe Darling、オーストラリア）
- ヒュー・タイフィールド（Hugh Tayfield、南アフリカ）
- ジョニー・ダグラス（Johnny Douglas、イングランド）
- フィル・タフネル（Phil Tufnell、イングランド）
- ウプル・タランガ（Upul Tharanga、スリランカ）
- ドン・タロン（Don Tallon、オーストラリア）
- シカール・ダワン（Shikhar Dhawan、インド）
- グレッグ・チャペル（Greg Chappell、オーストラリア）
- モーリス・テート（Maurice Tate、イングランド）
- アラン・デイヴィッドソン（Alan Davidson、オーストラリア）
- ジョン・デイヴィッドソン（John Davison、カナダ）
- フレッド・ティトマス（Fred Titmus、イングランド）
- ティラカラトネ・ディルシャン（Tillakaratne Dilshan、スリランカ）
- カピル・デヴ（Kapil Dev、インド）
- フィリップ・デフレイタス（Phillip DeFreitas、イングランド）
- モリー・チャイルド（Mollie Child、イングランド）
- シブナリーン・チャンダーポール（Shivnarine Chanderpaul、西インド諸島）
- サチン・テンドルカール（Sachin Tendulkar、インド）
- マヘンドラ・シン・ドーニ（Mahendra Singh Dhoni、インド）
- ライアン・テン・ドシェイト（Ryan ten Doeschate、オランダ）
- アラン・ドナルド（Allan Donald、南アフリカ）
- ジョージ・トライブ（George Tribe、イングランド）
- ラーフル・ドラヴィド（Rahul Dravid、インド）
- バシル・ドリベイラ（Basil D'Oliveira、イングランド）
- ウィリアム・ドリントン（William Dorrinton、イングランド）
- ジョナサン・トロット（Jonathan Trott、イングランド）

## な行
- ローリー・ナッシュ（Laurie Nash、オーストラリア）
- スタン・ニコルズ（Stan Nichols、イングランド）
- モンティ・ノーブル（Monty Noble、オーストラリア）
- アラン・ノット（Alan Knott、イングランド）

## は行
- ニール・ハーヴェイ（Neil Harvey、オーストラリア）
- ジョージ・ハーバート・ハースト（George Herbert Hirst、イングランド）
- ロン・ハーメンス（Ron Hamence、オーストラリア）
- モリー・ハイド（Molly Hide、イングランド）
- マーク・バウチャー（Mark Boucher、南アフリカ）
- アシシュ・バガイ（Ashish Bagai、カナダ）
- ヴィジャイ・ハザレ（Vijay Hazare、インド）
- デイヴィッド・ハッセー（David Hussey、オーストラリア）
- マイケル・ハッセー（Michael Hussey、オーストラリア）
- イルファン・パタン（Irfan Pathan、インド）
- レン・ハットン（Len Hutton、イングランド）
- サルマン・バット（Salman Butt、パキスタン）
- ジョス・バトラー（Jos Buttler、イングランド）
- リチャード・ハドリー（Richard Hadlee、ニュージーランド）
- ウォーリー・ハモンド（Wally Hammond、イングランド）
- ヴィジャイ・バラドワジ（Vijay Bharadwaj、インド）
- シドニー・バーンズ（Sydney Barnes、イングランド）
- ハルディク・パンディア（Hardik Pandya、インド）
- チャールズ・バンナーマン（Charles Bannerman、オーストラリア）
- ケビン・ピーターセン（Kevin Pietersen、イングランド）
- シモン・ヒューイット（Simon Hewitt、フランス）
- キム・ヒューズ（Kim Hughes、オーストラリア）
- クレム・ヒル（Clem Hill、オーストラリア）
- ジョー・フィングルトン（Jack Fingleton、オーストラリア）
- ジョン・フェリス（John Ferris、オーストラリア）
- パーシー・フェンダー（Percy Fender、イングランド）
- ジャスプリット・ブムラ（Jasprit Bumrah、インド）
- I・L・ブラ（I. L. Bula、フィジー）
- C・B・フライ（C. B. Fry、イングランド）
- ビル・ブラウン（Bill Brown、オーストラリア）
- ドン・ブラッキー（Don Blackie、オーストラリア）
- ドナルド・ブラッドマン（Donald Bradman、オーストラリア）
- アンディ・フラワー（Andy Flower、ジンバブエ）
- ティック・フリーマン（Tich Freeman、イングランド）
- アンドリュー・フリントフ（Andrew Flintoff、イングランド）
- スチュアート・ブロード（Stuart Broad、イングランド）
- マシュー・ヘイデン（Matthew Hayden、オーストラリア）
- トレヴァー・ベイリー（Trevor Bailey、イングランド）
- マイケル・ベヴァン（Michael Bevan、オーストラリア）
- リッチー・ベナウド（Richie Benaud、オーストラリア）
- アレク・ベッツァー（Alec Bedser、イングランド）
- ジョージ・ヘッドリー（George Headley、西インド諸島）
- ビシャン・シン・ベディ（Bishan Singh Bedi、インド）
- エリーズ・ペリー（Ellyse Perry、オーストラリア）
- イアン・ベル（Ian Bell、イングランド）
- ルディ・ヴァン・ビューレン（Rudi van Vuuren、ナミビア）
- ジェフリー・ボイコット（Geoffrey Boycott、イングランド）
- イアン・ボサム（Ian Botham、イングランド）
- アラン・ボーダー（Allan Border、オーストラリア）
- A・N・ホーンビィ（A. N. Hornby、イングランド）
- ブラッド・ホッジ（Brad Hodge、オーストラリア）
- ジャック・ホッブス（Jack Hobbs、イングランド）
- エリック・ホリーズ（Eric Hollies、イングランド）
- トレント・ボールト（Trent Boult、ニュージーランド）
- グレーム・ポロック（Graeme Pollock、南アフリカ）
- ショーン・ポロック（Shaun Pollock、南アフリカ）
- ビル・ポンスフォード（Bill Ponsford、オーストラリア）
- リッキー・ポンティング（Ricky Ponting、オーストラリア）

## ま行
- マルコム・マーシャル（Malcolm Marshall、西インド諸島）
- ショーン・マーシュ（Shaun Marsh、オーストラリア）
- ビリー・マードック（Billy Murdoch、オーストラリア）
- アズハル・マームード（Azhar Mahmood、パキスタン）
- ビリー・マクダーモット（Billy MacDermott、アルゼンチン）
- グレン・マクグラス（Glenn McGrath、オーストラリア）
- マートル・マクラガン（Myrtle Maclagan、イングランド）
- スティーヴ・マサイア（Steve Massiah、アメリカ合衆国）
- ディミトリ・マスカレニャス（Dimitri Mascarenhas、イングランド）
- マシュラフェ・ビン・モルタザ（Mashrafe Mortaza、バングラデシュ）
- アーサー・マッキンタイア（Arthur McIntyre、イングランド）
- スタン・マッケイブ（Stan McCabe、オーストラリア）
- ランジャン・マドゥッガラ（Ranjan Madugalle、スリランカ）
- コリン・イングルビー＝マッケンジー（Colin Ingleby-Mackenzie、イングランド）
- ショアイブ・マリク（Shoaib Malik、パキスタン）
- ラシス・マリンガ（Lasith Malinga、スリランカ）
- ヴィノー・マンカド（Vinoo Mankade、インド）
- 宮地静香（Shizuka Miyaji、日本）
- キース・ミラー（Keith Miller、オーストラリア）
- チャールズ・ウィリアム・ミラー（Charles William Miller、ブラジル）
- ムティア・ムラリタラン（Muttiah Muralitharan、スリランカ）
- アジャンタ・メンディス（Ajantha Mendis、スリランカ）

## や行
- 山本武白志（日本）
- モハメッド・ユーセフ（Mohammad Yousuf、パキスタン）

## ら行
- ムタリ・ラジ（Mithali Raj、インド）
- マダン・ライ（Madan Lal、インド）
- スレシュ・ライナ（Suresh Raina、インド）
- V・V・S・ラックスマン（V. V. S. Laxman、インド）
- カギソ・ラバダ（Kagiso Rabada、南アフリカ）
- ムシュフィカー・ラヒム（Mushfiqur Rahim、バングラデシュ）
- K・L・ラーフル（K. L. Rahul、インド）
- ブライアン・ララ（Brian Lara、西インド諸島）
- ランジットシンジ（Ranjitsinhji、イングランド）
- マーク・ランプラカッシュ（Mark Ramprakash、イングランド）
- ブレット・リー（Brett Lee、オーストラリア）
- ジョイ・リーベルト（Joy Liebert、イングランド）
- ヴィヴ・リチャーズ（Viv Richards、西インド諸島）
- アルフレッド・リトルトン（Alfred Lyttelton、イングランド）
- チャールズ・リトルトン（Charles Lyttelton、イングランド）
- デニス・リリー（Dennis Lillee、オーストラリア）
- レイ・リンドウォール（Ray Lindwall、オーストラリア）
- ダグ・リング（Doug Ring、オーストラリア）
- エボニー＝ジュエル・レインフォード＝ブレント（Ebony-Jewel Rainford-Brent、イングランド）
- ドウェイン・レーヴロック（Dwayne Leverock、バミューダ諸島）
- ハロルド・ローウッド（Harold Larwood、イングランド）
- ウィルフレッド・ローズ（Wilfred Rhodes、イングランド）
- クライヴ・ロイド（Clive Lloyd、西インド諸島）
- カレン・ロルトン（Karen Rolton、オーストラリア）

## わ行
- シェーン・ワトソン（Shane Watson、オーストラリア）
- デビッド・ワーナー（David Warner、オーストラリア）
- ワカール・ユニス（Waqar Younis、パキスタン）